# Liga mistrů UEFA 2022/2023 – Kvalifikace
Kvalifikace Ligy mistrů UEFA 2022/23 začala 21. června a skončila 24. srpna 2022.
V kvalifikačním systému Ligy mistrů UEFA 2022/23, který zahrnoval 4. předkola, soutěžilo celkem 52 týmů, z toho 42 týmů v Mistrovské části, a 10 týmů v nemistrovské části. Šest vítězů 4. předkola (čtyři z mistrovské části a dva z nemistrovské) postoupily do skupinové fáze, kde se připojily k 26 týmům, které už měly účast zajištěnou.
Časy jsou uvedeny podle středoevropského času (UTC+2), jak je uvádí UEFA (místní časy, pokud se liší, jsou uvedeny v závorkách).

## Týmy
Mistrovská část zahrnovala všechny ligové šampiony, kteří se nekvalifikovali přímo do skupinové fáze, a skládala se z následujících předkol:
- 0. předkolo (4 týmy hrají jednokolové semifinále a finale): Do tohoto předkola vstupují 4 týmy.

- 1. předkolo (30 týmů): V tomto předkole se utkalo 29 týmů a 1 vítěz 0. predkola.

- 2. předkolo (20 týmů): 5 týmů, které vstoupily do tohoto kola, a 15 vítězů 1. předkola
- 3. předkolo (12 týmů): 2 týmy, které vstoupily do tohoto kola, a 10 vítězů 2 předkola
- 4. předkolo (8 týmů): 2 týmy, které vstoupily do tohoto kola, a 6 vítězů 3. předkola.

Všechny vyřazené týmy vstoupily buď do Evropské ligy nebo do Konferenční ligy.
Nemistrovská část zahrnovala týmy které se nestaly mistry a které se nekvalifikovali přímo do skupinové fáze, a skládala se z následujících předkol:
- 2. předkolo (4 tymy): Do tohoto předkola vstoupily 4 týmy

- 3. předkolo (8 týmů): 6 týmů, které vstoupily do tohoto předkola, a 2 vítězové 2. předkola
- 4. předkolo (4 týmy): 4 vítězové 3. předkola.

Všechny týmy vyřazené z Nemistrovské části vstoupily do Evropské ligy.
| 4. předkolo             | 4. předkolo          | 4. předkolo            | 4. předkolo            |
| Mistrovská část         | Mistrovská část      | Nemistrovská část      | Nemistrovská část      |
| ----------------------- | -------------------- | ---------------------- | ---------------------- |
| Trabzonspor (1.)        | FC Kodaň (1.)        |                        |                        |
| 3. předkolo             |                      |                        |                        |
| Mistrovská část         | Mistrovská část      | Nemistrovská část      | Nemistrovská část      |
| Apollon Limassol (1.)   | CZ Bělehrad (1.)     | Monako (3.)            | Benfica (3.)           |
|                         |                      | PSV Eindhoven (2.)     | Royale Union (2.)      |
|                         |                      | Štýrský Hradec (2.)    | Rangers (2.)           |
| 2. předkolo             |                      |                        |                        |
| Mistrovská část         | Mistrovská část      | Nemistrovská část      | Nemistrovská část      |
| Viktoria Plzeň (1.)     | Dinamo Záhřeb (1.)   | Dynamo Kyjev (2.)      | Fenerbahçe (2.)        |
| Curych (1.)             | Olympiakos (1.)      | AEK Larnaka (2.)       | Midtjylland (2.)       |
| Maccabi Haifa (1.)      |                      |                        |                        |
| 1. předkolo             |                      |                        |                        |
| Bodø/Glimt (1.)         | Malmö (1.)           | Ludogorec Razgrad (1.) | Kluž (1.)\|            |
| Karabach (1.)           | Tobol Kostanaj (1.)  | Ferencváros (1.)       | Šachťor Salihorsk (1.) |
| Lech Poznań (1.)        | Maribor (1.)         | Slovan Bratislava (1.) | Žalgiris (1.)          |
| F91 Dudelange (1.)      | Žrijnski (1.)        | Shamrock Rovers (1.)   | Škupi (1.)             |
| Pjunik (1.)             | RFS (1.)             | Tirana (1.)            | Linfield (1.)          |
| Dinamo Batumi (1.)      | HJK Helsinky (1.)    | Šeriff Tiraspol (1.)   | Hibernians (1.)        |
| KÍ Klavsvík (1.)        | Ballkani (1.)        | Lincoln Red Imps (1.)  | Sutjeska Nikšić (1.)   |
| The New Saints (1.)     |                      |                        |                        |
| 0. předkolo             |                      |                        |                        |
| Víkingur Reykjavík (1.) | Levadia Tallinn (1.) | Inter d'Escaldes (1.)  | La Fiorita (1.)        |

## Formát
Všechny zápasy, s výjimkou zápasů 0. předkola, se hrály dvouzápasově systémem doma venku. Do dalšího předkola postoupil tým, který v součtu obou zápasů vstřelil více branek. Pokud bylo celkové skóre na konci normální hrací doby odvetného zápasu vyrovnané, hrálo se prodloužení, a pokud oba týmy během prodloužení vstřelili stejný počet branek, rozhodoval o postupujícícím penaltový rozstřel.
V 0. předkole se semifinále a finále hrály jako jediný zápas, který hostil jeden ze zúčastněných týmů. Pokud bylo skóre na konci normální hrací doby vyrovnané, hrálo se prodloužení, a pokud oba týmy během prodloužení vstřelily stejný počet branek, rozhodoval o postupujícícím penaltový rozstřel.
Při losování každého předkola byly týmy nasazeny na základě klubových koeficientů UEFA na začátku sezóny, přičemž týmy byly rozděleny na nasazené a nenasazené, které obsahovaly stejný počet týmů. Nasazený tým byl nalosován proti nenasazenému týmu, přičemž o tom, kdo začne doma v každém zápase rozhodoval los. Protože v době losování nebyla známa totožnost vítězů předchozího předkola, provádělo se nasazení za předpokladu, že do tohoto předkola postoupil tým s vyšším koeficientem nerozhodného zápasu, což znamená, že pokud měl postoupit tým s nižším koeficientem, jednoduše převzal nasazení svého soupeře. Před losováním mohla UEFA vytvořit "koše" podle zásad stanovených Výborem pro klubové soutěže, které však sloužily čistě pro usnadnění losování a žádné skutečné rozdělení do skupin ve smyslu soutěže nedělala. Týmy z asociací, které jsou podle rozhodnutí UEFA v politickém konfliktu, nemohli být rozlosovány do stejného koše. Po losování mohla UEFA pořadí jednotlivých nerozhodných zápasu změnit z důvodu kolize termínů nebo místa konání.

## Termíny
Rozpis soutěže byl následující: (všechna losování se konali v sídle UEFA ve švýcarském Nyonu).
| Fáze        | Předkolo    | Datum losování    | První zápasy                 | Druhé zápasy             |
| ----------- | ----------- | ----------------- | ---------------------------- | ------------------------ |
| Kvalifikace | 0. předkolo | 7. červen 2022    | 21. června 2022 (semifinále) | 24. června 2022 (finále) |
| Kvalifikace | 1. předkolo | 14. června 2022   | 5.–6. červenec 2022          | 12.–13. červenec 2022    |
| Kvalifikace | 2. předkolo | 15. června 2022   | 19.–20. červenec 2022        | 26.–27. červenec 2022    |
| Kvalifikace | 3. předkolo | 18. července 2022 | 2.–3. srpen 2022             | 9. srpen 2022            |
| Kvalifikace | 4. předkolo | 1. srpna 2022     | 16.–17. srpna 2022           | 23.–24. srpna 2022       |

## 0. předkolo
0. předkolo se skládalo ze dvou semifinále hraných 21. června 2022 a finále hraného 24. června 2022. Losování 0. předkola se uskutečnilo 7. června 2022.

### Nasazení
V 0. předkole hrála celkem čtyři družstva. Nasazení týmů vycházelo z jejich koeficientu z roku 2022. V semifinále se utkaly dva nasazené a dva nenasazené týmy. Zápasy se odehrávaly na stadioně Víkingsvöllur v Reykjavíku na Islandu, takže první tým vylosovaný v každém semifinále a také ve finále (mezi dvěma vítězi semifinále, jejichž identita nebyla v době losování známa) byl pro administrativní účely "domácím" týmem.
| Nasazený                       | Nenasazený                                   |
| ------------------------------ | -------------------------------------------- |
| - Levadia Tallinn - La Fiorita | - Inter Club d'Escaldes - Víkingur Reykjavík |

### Pavouk
|  | Semifinále             | Semifinále         |   |  | Finále                 | Finále |  |
|  |                        |                    |   |  |                        |        |  |
|  | 21. června – Reykjavík |                    |   |  |                        |        |  |
|  | La Fiorita             | 1                  |   |  |                        |        |  |
|  | Inter d'Escaldes       | 2                  |   |  |                        |        |  |
|  |                        |                    |   |  |                        |        |  |
|  |                        |                    |   |  | 24. června – Reykjavík |        |  |
|  |                        |                    |   |  | Inter d'Escaldes       | 0      |  |
|  |                        | Víkingur Reykjavík | 1 |  |                        |        |  |
|  |                        |                    |   |  |                        |        |  |
|  |                        |                    |   |  |                        |        |  |
|  |                        |                    |   |  |                        |        |  |
|  | 21. června – Reykjavík |                    |   |  |                        |        |  |
|  | Levadia Tallinn        | 1                  |   |  |                        |        |  |
|  | Víkingur Reykjavík     | 6                  |   |  |                        |        |  |

### Zápasy
Zápasy 0. předkola se skládaly ze dvou semifinálových zápasů hraných 21. června 2022 a finále hraného 24. června 2022.
Vítěz finále 0. předkola postoupil do 1. předkola. Poražení ze semifinále a finále postoupili do 2. předkola Evropské konferenční ligy.
Semifinále
| Tým #1          | Výsledek | Tým #2             |
| --------------- | -------- | ------------------ |
| Levadia Tallinn | 1:6      | Víkingur Reykjavík |
| La Fiorita      | 1:2      | Inter d'Escaldes   |

Finále
| Tým #1             | Výsledek | Tým #2           |
| ------------------ | -------- | ---------------- |
| Víkingur Reykjavík | 1:0      | Inter d'Escaldes |

### Semifinále
| 21. června 2022 15:00 UTC+0 |     |                    |                                                           |
| La Fiorita                  | 1:2 | Inter d'Escaldes   | Víkingsvöllur, Reykjavík diváci: 39 rozhodčí: Rohit Saggi |
| Rinaldi 45+2'               |     | Soldevila 55', 66' | Víkingsvöllur, Reykjavík diváci: 39 rozhodčí: Rohit Saggi |

| 21. června 2022 21:30 UTC+0 |     |                                                                                  |                                                              |
| Levadia Tallinn             | 1:6 | Víkingur Reykjavík                                                               | Víkingsvöllur, Reykjavík diváci: 725 rozhodčí: Tomasz Musiał |
| Beglarišvili 5' (pen.)      |     | McLagan 10' Ingason 27' Sigurðsson 45+1' Hansen 49' Gudjónsson 71' Magnússon 77' | Víkingsvöllur, Reykjavík diváci: 725 rozhodčí: Tomasz Musiał |

### Finále
| 24. června 2022 21:30 UTC+0 |     |                    |                                                             |
| Inter d'Escaldes            | 0:1 | Víkingur Reykjavík | Víkingsvöllur, Reykjavík diváci: 925 rozhodčí: Urs Schnyder |
|                             |     | Ingason 68'        | Víkingsvöllur, Reykjavík diváci: 925 rozhodčí: Urs Schnyder |

## 1. předkolo
Losování 1. předkola proběhlo 14. června 2022.

### Nasazení
V 1. předkole hrálo celkem 30 týmů: 29 týmů, které do tohoto předkola vstoupily přímo, a vítěz 0. předkola. Nasazení týmů vycházelo z jejich klubového koeficientu. Pro vítěze 0. předkola, jehož identita nebyla v době losování známa, byla použita výše klubového koeficientu nejvýše postaveného týmu. Před losováním vytvořila UEFA tři koše po pěti nasazených a pěti nenasazených týmech v souladu se zásadami stanovenými Výborem pro klubové soutěže. První vylosovaný tým z každé dvojce byl domácím týmem prvního zápasu.
| Koš 1                                                              | Koš 1                                                             | Koš 2                                                           | Koš 2                                                          | Koš 3                                                                                 | Koš 3                                                         |
| Nasazené                                                           | Nenasazené                                                        | Nasazené                                                        | Nenasazené                                                     | Nasazené                                                                              | Nenasazené                                                    |
| ------------------------------------------------------------------ | ----------------------------------------------------------------- | --------------------------------------------------------------- | -------------------------------------------------------------- | ------------------------------------------------------------------------------------- | ------------------------------------------------------------- |
| - Ludogorec Razgrad - Kluž - Ferencváros - Maribor - F91 Dudelange | - Sutjeska - Šachťor Salihorsk - Tobol Kostanaj - Pjunik - Tirana | - Malmö - Bodø/Glimt - HJK Helsinky - The New Saints - Žalgiris | - Linfield - KÍ Klaksvík - Víkingur Reykjavík - Ballkani - RFS | - Karabach - Šeriff Tiraspol - Slovan Bratislava - Lincoln Red Imps - Shamrock Rovers | - Zrinjski - Lech Poznaň - Hibernians - Škupi - Dinamo Batumi |

### Zápasy
První zápasy se hrály 5. a 6. července a druhé zápasy 12. a 13. července 2022.
Vítězové těchto dvojzápasů postoupili do 2. předkola mistrovské části. Poražení vstoupili do 2. předkola Evropské konferenční ligy.
| Domácí v 1. zápase | Celkem     | Hosté v 1. zápase  | 1. zápas | 2. zápas     |
| ------------------ | ---------- | ------------------ | -------- | ------------ |
| Pjunik             | 2:2 (4:3p) | Kluž               | 0:0      | 2:2          |
| Maribor            | 2:0        | Šachťor Salihorsk  | 0:0      | 2:0          |
| Ludogorec Razgrad  | 3:0        | Sutjeska Nikšić    | 2:0      | 1:0          |
| Dudelange          | 3:1        | Tirana             | 1:0      | 2:1          |
| Tobol Kostanaj     | 1:5        | Ferencváros        | 0:0      | 1:5          |
| Malmö              | 6:5        | Víkingur Reykjavík | 3:2      | 3:3          |
| Ballkani           | 1:2        | Žalgiris           | 1:1      | 0:1 (prodl.) |
| HJK Helsinky       | 2:2 (5:4p) | RFS                | 1:0      | 1:2          |
| Bodø/Glimt         | 4:3        | KÍ Klaksvík        | 3:0      | 1:3          |
| The New Saints     | 1:2        | Linfield           | 1:0      | 0:2 (prodl.) |
| Shamrock Rovers    | 3:0        | Hibernians         | 3:0      | 0:0          |
| Lech Poznań        | 2:5        | Karabach           | 1:0      | 1:5          |
| Škupi              | 3:2        | Lincoln Red Imps   | 3:0      | 0:2          |
| Zrijnski           | 0:1        | Šeriff Tiraspol    | 0:0      | 0:1 (prodl.) |
| Slovan Bratislava  | 2:1        | Dinamo Batumi      | 0:0      | 2:1 (prodl.) |

První zápasy
| 5. července 2022 18:00 UTC+4 |     |      |                                                                                      |
| Pjunik                       | 0:0 | Kluž | Stadion republiky Vazgena Sargsjana, Jerevan diváci: 8 000 rozhodčí: Bastian Dankert |
|                              |     |      | Stadion republiky Vazgena Sargsjana, Jerevan diváci: 8 000 rozhodčí: Bastian Dankert |

| 5. července 2022 19:00                  |     |                              |                                                               |
| Malmö                                   | 3:2 | Víkingur Reykjavík           | Eleda Stadion, Malmö diváci: 11 830 rozhodčí: Dumitri Muntean |
| Olsson 16' Toivonen 42' Birmančević 84' |     | Ingason 38' Gudjónsson 90+3' | Eleda Stadion, Malmö diváci: 11 830 rozhodčí: Dumitri Muntean |

| 5. července 2022 19:45 UTC+3 |     |          |                                                                  |
| Ludogorec                    | 2:0 | Sutjeska | Huvepharma Arena, Razgrad diváci: 3 963 rozhodčí: Vitor Ferreira |
| Santana 74' Tissera 90+1'    |     |          | Huvepharma Arena, Razgrad diváci: 3 963 rozhodčí: Vitor Ferreira |

| 5. července 2022 20:00 UTC+1 |     |          |                                                              |
| The New Saints               | 1:0 | Linfield | Park Hall, Oswestry diváci: 1 034 rozhodčí: Andrei Chivulete |
| Brobbel 57'                  |     |          | Park Hall, Oswestry diváci: 1 034 rozhodčí: Andrei Chivulete |

| 5. července 2022 20:00 |     |          |                                                                    |
| Lech Poznań            | 1:0 | Karabach | Městský stadion, Poznaň diváci: 25 118 rozhodčí: José Luis Munuera |
| Ishak 41'              |     |          | Městský stadion, Poznaň diváci: 25 118 rozhodčí: José Luis Munuera |

| 5. července 2022 20:00 |     |          |                                                                      |
| Ballkani               | 1:1 | Žalgiris | Stadion Fadila Vokrriho, Priština diváci: 4 000 rozhodčí: Rob Harvey |
| Gripši 15'             |     | Buff 25' | Stadion Fadila Vokrriho, Priština diváci: 4 000 rozhodčí: Rob Harvey |

| 5. července 2022 20:30 UTC+1   |     |            |                                                               |
| Shamrock Rovers                | 3:0 | Hibernians | Tallaght Stadium, Dublin diváci: 7 019 rozhodčí: Morten Krogh |
| Finn 25' Watts 40' Gaffney 78' |     |            | Tallaght Stadium, Dublin diváci: 7 019 rozhodčí: Morten Krogh |

| 5. července 2022 20:45                   |     |                  |                                                                               |
| Škupi                                    | 3:0 | Lincoln Red Imps | Národní aréna Toše Proeski, Skopje diváci: 2 500 rozhodčí: Sebastian Gishamer |
| Danfa 11' Adetunji 29' Wiseman 62' (vl.) |     |                  | Národní aréna Toše Proeski, Skopje diváci: 2 500 rozhodčí: Sebastian Gishamer |

| 6. červenec 2022 16:00 UTC+6 |     |             |                                                               |
| Tobol                        | 0:0 | Ferencváros | Centrální Stadion, Kostanaj diváci: 8 420 rozhodčí: Dario Bel |
|                              |     |             | Centrální Stadion, Kostanaj diváci: 8 420 rozhodčí: Dario Bel |

| 6. červenec 2022 18:00 UTC+3 |     |     |                                                           |
| HJK Helsinky                 | 1:0 | RFS | Bolt Aréna, Helsinki diváci: 3 874 rozhodčí: Juxhin Xhaja |
| Martic 11'                   |     |     | Bolt Aréna, Helsinki diváci: 3 874 rozhodčí: Juxhin Xhaja |

| 6. červenec 2022 18:00        |     |             |                                                                |
| Bodø/Glimt                    | 3:0 | KÍ Klaksvík | Aspmyra Stadion, Bodø diváci: 4 227 rozhodčí: Donald Robertson |
| Boniface 11', 38', 58' (pen.) |     |             | Aspmyra Stadion, Bodø diváci: 4 227 rozhodčí: Donald Robertson |

| 6. červenec 2022 19:30 |     |        |                                                                      |
| F91 Dudelange          | 1:0 | Tirana | Stadion Jose Nosbauma, Dudelange diváci: 1 555 rozhodčí: Rohit Saggi |
| Nader 71'              |     |        | Stadion Jose Nosbauma, Dudelange diváci: 1 555 rozhodčí: Rohit Saggi |

| 6. červenec 2022 20:45 |     |                 |                                                                            |
| Zrinjski               | 0:0 | Šeriff Tiraspol | Stadion pod Bijelim Brijegom, Mostar diváci: 5 400 rozhodčí: Fabio Maresca |
|                        |     |                 | Stadion pod Bijelim Brijegom, Mostar diváci: 5 400 rozhodčí: Fabio Maresca |

| 6. červenec 2022 20:15 |     |                   |                                                                    |
| Maribor                | 0:0 | Šachťor Salihorsk | Ljudski vrt, Maribor diváci: 6 450 rozhodčí: Anastasios Papapetrou |
|                        |     |                   | Ljudski vrt, Maribor diváci: 6 450 rozhodčí: Anastasios Papapetrou |

| 6. červenec 2022 20:30 |     |               |                                                               |
| Slovan Bratislava      | 0:0 | Dinamo Batumi | Tehelné pole, Bratislava diváci: 10 589 rozhodčí: David Coote |
|                        |     |               | Tehelné pole, Bratislava diváci: 10 589 rozhodčí: David Coote |

Odvety
| 12. července 2022 17:30 UTC+3 |          |              |                                                              |
| RFS                           | 2:1 (PP) | HJK Helsinky | Stadion Slokas, Jūrmala diváci: 1 631 rozhodčí: David Fuxman |
| Zjuzins 48' Panić 56'         |          | Murilo 75'   | Stadion Slokas, Jūrmala diváci: 1 631 rozhodčí: David Fuxman |

|                                        |       | Penaltový rozstřel                        |  |
| Jagodinskis Šarić Panić Lipušček Mareš | 5 : 4 | Väänänen Murilo Radulović Serrarens Terho |  |

Celkové skóre je 2:2. HJK Helsinky postoupily do 2. předkola díky penaltovému rozstřelu.
| 12. července 2022 18:00 UTC+4                    |     |             |                                                                                   |
| Karabach                                         | 5:1 | Lech Poznań | Stadion republiky Tofiqeho Bahramova, Baku diváci: 27 652 rozhodčí: Andrew Madley |
| Kady 14', 74' Ozobić 42' Medina 56' Hüsejnov 77' |     | Velde 1'    | Stadion republiky Tofiqeho Bahramova, Baku diváci: 27 652 rozhodčí: Andrew Madley |

Karabach postoupil díky celkovému skóre 5:2 do 2. předkola.
| 12. července 2022 18:00 UTC+3 |          |          |                                                          |
| Žalgiris                      | 1:0 (PP) | Ballkani | Stadion LFF, Vilnius diváci: 3 542 rozhodčí: Espen Eskås |
| Oyewusi 97'                   |          |          | Stadion LFF, Vilnius diváci: 3 542 rozhodčí: Espen Eskås |

Žalgiris postoupil díky celkovému skóre 2:1 do 2. předkola.
| 12. července 2022 18:00  |     |       |                                                               |
| Lincoln Red Imps         | 2:0 | Škupi | Victoria Stadium, Gibraltar diváci: 896 rozhodčí: Filip Glova |
| Juanfri 32' Casciaro 69' |     |       | Victoria Stadium, Gibraltar diváci: 896 rozhodčí: Filip Glova |

Škupi postoupila díky celkovému skóre 3:2 do 2. předkola.
| 12. července 2022 19:00 UTC+3 |     |          |                                                              |
| Šeriff Tiraspol               | 1:0 | Zrinjski | Zimbru stadium, Kišiněv diváci: 4 242 rozhodčí: Peter Bankes |
| Savić 22' (vl.)               |     |          | Zimbru stadium, Kišiněv diváci: 4 242 rozhodčí: Peter Bankes |

Šerif Tiraspol postoupil díky celkovému skóre 1:0 do 2. předkola.
| 12. července 2022 20:00 |     |                 |                                                                        |
| Hibernians              | 0:0 | Shamrock Rovers | Centenary Stadium, Ta'Qali diváci: 979 rozhodčí: Manfredas Lukjančukas |
|                         |     |                 | Centenary Stadium, Ta'Qali diváci: 979 rozhodčí: Manfredas Lukjančukas |

Shamrock Rovers postoupil díky celkovému skóre 3:0 do 2. předkola.
| 12. července 2022 20:00 |     |                      |                                                                  |
| Tirana                  | 1:2 | F91 Dudelange        | Arena Kombëtare, Tirana diváci: 6 000 rozhodčí: Cesar Soto Grado |
| Xhixha 78'              |     | Bojić 49' Sinani 61' | Arena Kombëtare, Tirana diváci: 6 000 rozhodčí: Cesar Soto Grado |

F91 Dudelange postoupil díky celkovému skóre 3:1 do 2. předkola.
| 12. července 2022 21:00 |     |              |                                                         |
| Sutjeska                | 0:1 | Ludogorec    | DG Arena, Podgorica diváci: 1 000 rozhodčí: Gergo Bogár |
|                         |     | Sotiriou 53' | DG Arena, Podgorica diváci: 1 000 rozhodčí: Gergo Bogár |

Ludogorec postoupil díky celkovému skóre 3:0 do 2. předkola.
| 12. července 2022 21:30 UTC+0     |     |                                             |                                                              |
| Víkingur Reykjavík                | 3:3 | Malmö                                       | Víkingsvöllur, Reykjavík diváci: 1 080 rozhodčí: John Beaton |
| K. Gunnarsson 15', 75' Hansen 56' |     | Birmančević 34' Beijmo 44' Christiansen 47' | Víkingsvöllur, Reykjavík diváci: 1 080 rozhodčí: John Beaton |

Malmö postoupilo díky celkovému skóre 6:5 do 2. předkola.
| 13. července 2022 19:00 UTC+3 |     |                   |                                                                |
| Šachťor Salihorsk             | 0:2 | Maribor           | New Sakarya Stadium, Adapazarı diváci: 0 rozhodčí: Enea Jorgji |
|                               |     | Baturina 12', 56' | New Sakarya Stadium, Adapazarı diváci: 0 rozhodčí: Enea Jorgji |

Maribor postoupil díky celkovému skóre 2:0 do 2. předkola.
| 13. července 2022 19:00 UTC+4 |          |                              |                                                                |
| Dinamo Batumi                 | 1:2 (PP) | Slovan Bratislava            | Adjarabet Aréna, Batumi diváci: 20 022 rozhodčí: António Nobre |
| Davitašvili 104'              |          | Barseghjan 115' Weiss 120+3' | Adjarabet Aréna, Batumi diváci: 20 022 rozhodčí: António Nobre |

Slovan Bratislava postoupil díky celkovému skóre 2:1 do 2. předkola.
| 13. července 2022 19:00 UTC+1    |     |                     |                                                               |
| KÍ Klaksvík                      | 3:1 | Bodø/Glimt          | Við Djúpumýrar, Klaksvík diváci: 883 rozhodčí: Horatiu Fesnic |
| Mikkelsen 12' Andreasen 20', 85' |     | Boniface 55' (pen.) | Við Djúpumýrar, Klaksvík diváci: 883 rozhodčí: Horatiu Fesnic |

Bodø/Glimt postoupil díky celkovému skóre 4:3 do 2. předkola.
| 13. července 2022 20:00                       |     |              |                                                                     |
| Ferencváros                                   | 5:1 | Tobol        | Groupama Aréna, Budapešť diváci: 17 347 rozhodčí: Krzysztof Jakubik |
| Traoré 4', 17' Laïdouni 21' Bassey 74', 90+1' |     | Sergejev 23' | Groupama Aréna, Budapešť diváci: 17 347 rozhodčí: Krzysztof Jakubik |

Ferencváros postoupil díky celkovému skóre 5:1 do 2. předkola.
| 13. července 2022 2:2        |          |                 |                                                                                 |
| Kluž                         | 2:2 (PP) | Pjunik          | Stadion Dr. Constantina Rădulescua, Kluž diváci: 7 017 rozhodčí: Michael Fabbri |
| Adjei-Boateng 6' Petrila 94' |          | Gajić 89', 119' | Stadion Dr. Constantina Rădulescua, Kluž diváci: 7 017 rozhodčí: Michael Fabbri |

|                                      |       | Penaltový rozstřel                |  |
| Dugandžić Petrila Burcă Muhar Camora | 4 : 3 | Cociuc Dašjan Harutjunjan Avagjan |  |

Celkové skóre je 2:2. Pjunik postoupil do 2. předkola díky penaltovému rozstřelu.
| 13. července 2022 20:45 UTC+1 |          |                |                                                            |
| Linfield                      | 2:0 (PP) | The New Saints | Windsor Park, Belfast diváci: 2 971 rozhodčí: Duje Strukan |
| Mulgrew 90+4' Devine 95'      |          |                | Windsor Park, Belfast diváci: 2 971 rozhodčí: Duje Strukan |

Linfield postoupil díky celkovému skóre 2:0 do 2. předkola.

## 2. předkolo
Losování 2. předkola proběhlo 15. června 2022.

### Nasazení
Ve 2. předkole hrálo celkem 24 týmů. Byli rozděleny do dvou částí:
- Mistrovská část (20 týmů): 5 týmů, které vstoupily do tohoto předkola přímo, a 15 vítězů 1. předkola.
- Nemistrovská část (4 týmy): 4 týmy, které vstoupily do tohoto předkola přímo.

Nasazení týmů vycházelo z jejich klubového koeficientu UEFA pro rok 2022. Pro vítěze 1. předkol, jejichž identita nebyla v době losování známa, byl použit klubový koeficient nejvýše postaveného týmu v každém koši. Před losováním vytvořila UEFA v souladu se zásadami stanovenými Výborem pro klubové soutěže tři koše pro losování Mistrovské části: dva koše, z nichž každá vytvořila tři dvojzápasy (koše 1 a 2), a jednu se čtyřmi dvojzápasy (koš 3). První vylosovaný tým z každé dvojce byl domácí tým prvního zápasu.
| Koš 1                                    | Koš 1                                | Koš 2                                    | Koš 2                                | Koš 3                                                       | Koš 3                                                       |
| Nasazení                                 | Nenasazení                           | Nasazení                                 | Nenasazení                           | Nasazení                                                    | Nenasazení                                                  |
| ---------------------------------------- | ------------------------------------ | ---------------------------------------- | ------------------------------------ | ----------------------------------------------------------- | ----------------------------------------------------------- |
| - Dinamo Záhřeb - Karabach - Ferencváros | - Slovan Bratislava - Škupi - Curych | - Viktoria Plzeň - Malmö FF - Bodø/Glimt | - HJK Helsinky - Linfield - Žalgiris | - Olympiakos - Ludogorec Razgrad - Šeriff Tiraspol - Pjunik | - Maribor - F91 Dudelange - Maccabi Haifa - Shamrock Rovers |

| Nasazení                     | Nenasazení                 |
| ---------------------------- | -------------------------- |
| - Dynamo Kyjev - Midtjylland | - Fenerbahçe - AEK Larnaka |

### Zápasy
První zápasy se odehrály 19. a 20. července a odvety 26. a 27. července 2022.
Vítězové dvojzápasů postoupili do 3. předkola své části. Poražení z Mistrovské části vstoupili do 3. předkola Mistrovské části Evropské ligy, zatímco poražení z Nemistrovské části postoupili do 3. předkola Nemistrovské části Evropské ligy.

### Mistrovská část
| Domácí v 1. zápase | Celkem | Hosté v 1. zápase | 1. zápas | 2. zápas     |
| ------------------ | ------ | ----------------- | -------- | ------------ |
| Ferencváros        | 5:3    | Slovan Bratislava | 1:2      | 4:1          |
| Dinamo Záhřeb      | 3:2    | Škupi             | 2:2      | 1:0          |
| Karabach           | 5:4    | Curych            | 3:2      | 2:2 (prodl.) |
| HJK Helsinky       | 1:7    | Viktoria Plzeň    | 1:2      | 0:5          |
| Linfield           | 1:8    | Bodø/Glimt        | 1:0      | 0:8          |
| Žalgiris           | 3:0    | Malmö             | 1:0      | 2:0          |
| Ludogorec Razgrad  | 4:2    | Shamrock Rovers   | 3:0      | 1:2          |
| Maribor            | 0:1    | Šeriff Tiraspol   | 0:0      | 0:1          |
| Maccabi Haifa      | 5:1    | Olympiakos        | 1:1      | 4:0          |
| Pjunik             | 4:2    | F91 Dudelange     | 0:1      | 4:1          |

#### Nemistrovská část
| Domácí v 1. zápase | Celkem     | Hosté v 1. zápase | 1. zápas | 2. zápas     |
| ------------------ | ---------- | ----------------- | -------- | ------------ |
| Midtjylland        | 2:2 (4:3p) | AEK Larnaka       | 1:1      | 1:1 (prodl.) |
| Dynamo Kyjev       | 2:1        | Fenerbahçe        | 0:0      | 2:1 (prodl.) |

### Mistrovská část
První zápasy
| 19. července 2022 18:00 UTC+3 |     |       |                                                                      |
| Žalgiris                      | 1:0 | Malmö | Stadion LFF, Vilnius, Vilnius diváci: 4 918 rozhodčí: Georgi Kabakov |
| Ourega 49'                    |     |       | Stadion LFF, Vilnius, Vilnius diváci: 4 918 rozhodčí: Georgi Kabakov |

| 19. července 2022 18:00 UTC+4 |     |                                |                                                                                  |
| Karabach                      | 3:2 | Curych                         | Stadion republiky Tofiqeho Bahramova, Baku diváci: 30 782 rozhodčí: Irfan Peljto |
| Kady 17' Wadji 36', 66'       |     | Kamberi 65' Kryeziu 85' (pen.) | Stadion republiky Tofiqeho Bahramova, Baku diváci: 30 782 rozhodčí: Irfan Peljto |

| 19. července 2022 18:00 |     |                  |                                                                                   |
| Pjunik Jerevan          | 0:1 | F91 Dudelange    | Stadion republiky Vazgena Sargsjana, Jerevan diváci: 9 000 rozhodčí: Craig Pawson |
|                         |     | Hadji 72' (pen.) | Stadion republiky Vazgena Sargsjana, Jerevan diváci: 9 000 rozhodčí: Craig Pawson |

| 19. července 2022 19:45 UTC+3       |     |                 |                                                                 |
| Ludogorec Razgrad                   | 3:0 | Shamrock Rovers | Huvepharma Aréna, Razgrad diváci: 4 983 rozhodčí: João Pinheiro |
| Sotiriou 26', 35' Igor Thiago 90+4' |     |                 | Huvepharma Aréna, Razgrad diváci: 4 983 rozhodčí: João Pinheiro |

| 19. července 2022 20:45 |     |            |                                                                |
| Linfield                | 1:0 | Bodø/Glimt | Windsor Park, Belfast diváci: 3 168 rozhodčí: Andris Treimanis |
| Millar 83'              |     |            | Windsor Park, Belfast diváci: 3 168 rozhodčí: Andris Treimanis |

| 19. července 2022 21:00 |     |                       |                                                                |
| Dinamo Záhřeb           | 2:2 | Škupi                 | Stadion Maksimir, Záhřeb diváci: 7 912 rozhodčí: Radu Petrescu |
| Ademi 44' Petković 86'  |     | Queven 25' Cephas 89' | Stadion Maksimir, Záhřeb diváci: 7 912 rozhodčí: Radu Petrescu |

| 20. července 2022 18:00 UTC+3 |     |                           |                                                               |
| HJK Helsinky                  | 1:2 | Viktoria Plzeň            | Bolt Aréna, Helsinky diváci: 5 236 rozhodčí: Nikola Dabanović |
| Radulović 50'                 |     | Chorý 6' (pen.) Kopic 57' | Bolt Aréna, Helsinky diváci: 5 236 rozhodčí: Nikola Dabanović |

| 20. července 2022 19:00 UTC+3 |     |                 |                                                                        |
| Maccabi Haifa                 | 1:1 | Olympiakos      | Stadion Sammyho Ofera, Haifa diváci: 29 654 rozhodčí: Sascha Stegemann |
| Haziza 90+2'                  |     | Zinckernagel 7' | Stadion Sammyho Ofera, Haifa diváci: 29 654 rozhodčí: Sascha Stegemann |

| 20. července 2022 20:00 |     |                          |                                                                                |
| Ferencváros             | 1:2 | Slovan Bratislava        | Groupama Aréna, Budapešť diváci: 20 459 rozhodčí: Ricardo de Burgos Bengoetxea |
| Zachariassen 70'        |     | Kašia 81' Barseghjan 86' | Groupama Aréna, Budapešť diváci: 20 459 rozhodčí: Ricardo de Burgos Bengoetxea |

| 20. července 2022 20:15 |     |                 |                                                             |
| Maribor                 | 0:0 | Šeriff Tiraspol | Ljudski vrt, Maribor diváci: 7 150 rozhodčí: Harald Lechner |
|                         |     |                 | Ljudski vrt, Maribor diváci: 7 150 rozhodčí: Harald Lechner |

Odvety
| 26. července 2022 19:00 UTC+3 |     |         |                                                                |
| Šeriff Tiraspol               | 1:0 | Maribor | Sheriff Stadium, Tiraspol diváci: 6 738 rozhodčí: Tamás Bognár |
| Yansané 88'                   |     |         | Sheriff Stadium, Tiraspol diváci: 6 738 rozhodčí: Tamás Bognár |

Šeriff Tiraspol postoupil díky celkovému skóre 1:0 do 3. předkola.
| 26. července 2022 19:00                           |     |              |                                                                 |
| Viktoria Plzeň                                    | 5:0 | HJK Helsinky | Doosan Aréna, Plzeň diváci: 10 810 rozhodčí: Aleksandar Stavrev |
| Pernica 11' Sýkora 21', 73' Hejda 31' Kliment 84' |     |              | Doosan Aréna, Plzeň diváci: 10 810 rozhodčí: Aleksandar Stavrev |

Viktoria Plzeň postoupila díky celkovému skóre 7:1 do 3. předkola.
| 26. července 2022 19:30 |     |                                           |                                                                            |
| F91 Dudelange           | 1:4 | Pjunik Jerevan                            | Stadion Jose Nosbauma, Dudelange diváci: 1 495 rozhodčí: José Luis Munuera |
| Nader 21'               |     | Juninho 24' Juričić 54', 85' Otubanjo 76' | Stadion Jose Nosbauma, Dudelange diváci: 1 495 rozhodčí: José Luis Munuera |

Pjunik Jerevan postoupil díky celkovému skóre 4:2 do 3. předkola.
| 26. července 2022 21:00 UTC+1 |     |                   |                                                                |
| Shamrock Rovers               | 2:1 | Ludogorec Razgrad | Tallaght Stadium, Dublin diváci: 6 322 rozhodčí: Fabio Maresca |
| Greene 21' Emakhu 88'         |     | Cauly 90+1'       | Tallaght Stadium, Dublin diváci: 6 322 rozhodčí: Fabio Maresca |

Ludogorec Razgrad postoupil díky celkovému skóre 4:2 do 3. předkola.
| 26. července 2022 21:00 |     |               |                                                                          |
| Škupi                   | 0:1 | Dinamo Záhřeb | Národní aréna Toše Proeski, Skopje diváci: 12 500 rozhodčí: Jakob Kehlet |
|                         |     | Ademi 47'     | Národní aréna Toše Proeski, Skopje diváci: 12 500 rozhodčí: Jakob Kehlet |

Dinamo Záhřeb postoupil díky celkovému skóre 3:2 do 3. předkola.
| 27. července 2022 18:00                                                                               |     |          |                                                                |
| Bodø/Glimt                                                                                            | 8:0 | Linfield | Aspmyra Stadion, Bodø diváci: 5 110 rozhodčí: Roi Reinshreiber |
| Vetlesen 7' Boniface 21' (pen.) Pellegrino 25', 54' (pen.) Saltnes 29' Espejord 52', 88' Sampsted 73' |     |          | Aspmyra Stadion, Bodø diváci: 5 110 rozhodčí: Roi Reinshreiber |

Bodø/Glimt postoupil díky celkovému skóre 8:1 do 3. předkola.
| 27. července 2022 19:00         |          |                      |                                                             |
| Curych                          | 2:2 (PP) | Karabach             | Letzigrund, Curych diváci: 10 237 rozhodčí: Allard Lindhout |
| Medvedev 4' (vl.) Santini 90+6' |          | Kady 56' Kwabena 98' | Letzigrund, Curych diváci: 10 237 rozhodčí: Allard Lindhout |

Karabach postoupil díky celkovému skóre 5:4 do 3. předkola.
| 27. července 2022 19:00 |     |                          |                                                             |
| Malmö                   | 0:2 | Žalgiris                 | Eleda Stadion, Malmö diváci: 17 234 rozhodčí: Kristo Tohver |
|                         |     | Oyewusi 34' Oliveira 52' | Eleda Stadion, Malmö diváci: 17 234 rozhodčí: Kristo Tohver |

Žalgiris postoupil díky celkovému skóre 3:0 do 3. předkola.
| 27. července 2022 20:30 |     |                                                     |                                                                  |
| Slovan Bratislava       | 1:4 | Ferencváros                                         | Tehelné pole, Bratislava diváci: 21 500 rozhodčí: Marco Di Bello |
| De Marco 70'            |     | Boli 20' Zachariassen 31' Traoré 89' Laïdouni 90+5' | Tehelné pole, Bratislava diváci: 21 500 rozhodčí: Marco Di Bello |

Ferencváros postoupil díky celkovému 5:3 do 3. předkola.
| 27. července 2022 21:00 UTC+3 |     |                                    |                                                                       |
| Olympiakos                    | 0:4 | Maccabi Haifa                      | Karaiskakis Stadium, Pireus diváci: 21 705 rozhodčí: Daniel Stefanski |
|                               |     | Chery 5' Pierrot 61', 65' Fani 87' | Karaiskakis Stadium, Pireus diváci: 21 705 rozhodčí: Daniel Stefanski |

Maccabi Haifa postoupila díky celkovému skóre 5:1 do 3. předkola.

### Nemistrovská část
První zápasy
| 19. července 2022 19:45 |     |             |                                                          |
| Midtjylland             | 1:1 | AEK Larnaka | MCH Aréna, Herning diváci: 7 008 rozhodčí: Novak Simović |
| Sviatčenko 84'          |     | Gyurcsó 81' | MCH Aréna, Herning diváci: 7 008 rozhodčí: Novak Simović |

| 20. července 2022 20:00 |     |            |                                                       |
| Dynamo Kyjev            | 0:0 | Fenerbahçe | Městský stadion diváci: 11 603 rozhodčí: Glenn Nyberg |
|                         |     |            | Městský stadion diváci: 11 603 rozhodčí: Glenn Nyberg |

Odvety
| 26. července 2022 17:30 UTC+3 |          |               |                                                       |
| AEK Larnaka                   | 1:1 (PP) | Midtjylland   | AEK Aréna, Larnaka diváci: 6 163 rozhodčí: István Vad |
| Olatunji 9'                   |          | Dalsgaard 12' | AEK Aréna, Larnaka diváci: 6 163 rozhodčí: István Vad |

|                                    |       | Penaltový rozstřel              |  |
| Altman Miličević Romo Gama Gustavo | 3 : 4 | Dreyer Sisto Sørensen Dyhr Kaba |  |

Celkové skóre je 2:2. Midtjylland postoupil do 3. předkola díky penaltovému rozstřelu.
| 27. července 2022 19:00 UTC+3 |          |                              |                                                                                            |
| Fenerbahçe                    | 1:2 (PP) | Dynamo Kyjev                 | Fenerbahçe Şükrü Saracoğlu Stadyumu, Istanbul diváci: Massimiliano Irrati rozhodčí: 40 000 |
| Szalai 89'                    |          | Bujalskyj 57' Karavajev 114' | Fenerbahçe Şükrü Saracoğlu Stadyumu, Istanbul diváci: Massimiliano Irrati rozhodčí: 40 000 |

Dynamo Kyjev postoupil díky celkovému skóre 2:1 do 3. předkola.

## 3. předkolo
Losování 3. předkola proběhlo 18. července 2022.

### Nasazení
Ve 3. předkole hrálo celkem 20 týmů. Byly rozděleny do dvou částí:
- Mistrovská část (12 týmů): 2 týmy, které vstoupily do tohoto předkola přímo, a 10 vítězů 2. předkola.
- Nemistrovská část (8 týmů): 6 týmů, které vstoupily do tohoto předkola přímo, a 2 vítězové 2. předkola kola (Nemistrovské části).

Nasazení týmů vycházelo z jejich klubových koeficientů UEFA pro rok 2022. Pro vítěze 2. předkola, jejichž identita nebyla době losování známa, byl použit klubový koeficient nejvýše postaveného zbývajícího týmu v každém koši. První vylosovaný tým z každé dvojce byl domácí tým prvního zápasu.
| Koš 1                                      | Koš 1                                                | Koš 2                                     | Koš 2                                   |
| Nasazení                                   | Nenasazení                                           | Nasazení                                  | Nenasazení                              |
| ------------------------------------------ | ---------------------------------------------------- | ----------------------------------------- | --------------------------------------- |
| - Dinamo Záhřeb - Maccabi Haifa - Karabach | - Ludogorec Razgrad - Ferencváros - Apollon Limassol | - CZ Bělehrad - Viktoria Plzeň - Žalgiris | - Šeriff Tiraspol - Bodø/Glimt - Pjunik |

| Nasazení                                           | Nenasazení                                             |
| -------------------------------------------------- | ------------------------------------------------------ |
| - Benfica - Rangers - Dynamo Kyjev - PSV Eindhoven | - Monako - Midtjylland - Štýrský Hradec - Royale Union |

### Zápasy
První zápasy se odehrály 2. a 3. srpna a odvety se kvůli kolizi hracích dnů Ligy mistrů a termínu Superpoháru UEFA 2022 odehrály všechny netradičně v jeden den, 9. srpna 2022.
Vítězové dvojzápasů postoupili do 4. předkola. Poražení z Mistrovské části vstoupili do 4. předkola Evropské ligy, zatímco poražení z Nemistrovské části postoupili do Evropské ligy přímo.

#### Mistrovská část
| Domácí v 1. zápase | Celkem | Hosté v 1. zápase | 1. zápas | 2. zápas |
| ------------------ | ------ | ----------------- | -------- | -------- |
| Maccabi Haifa      | 4:2    | Apollon Limassol  | 4:0      | 0:2      |
| Karabach           | 4:2    | Ferencváros       | 1:1      | 3:1      |
| Ludogorec Razgrad  | 3:6    | Dinamo Záhřeb     | 1:2      | 2:4      |
| Šeriff Tiraspol    | 2:4    | Viktoria Plzeň    | 1:2      | 1:2      |
| Bodø/Glimt         | 6:1    | Žalgiris          | 5:0      | 1:1      |
| CZ Bělehrad        | 7:0    | Pjunik            | 5:0      | 2:0      |

#### Nemistrovská část
| Domácí v 1. zápase | Celkem | Hosté v 1. zápase | 1. zápas | 2. zápas |
| ------------------ | ------ | ----------------- | -------- | -------- |
| Monako             | 3:4    | PSV Eindhoven     | 1:1      | 2:3      |
| Dynamo Kyjev       | 3:1    | Štýrský Hradec    | 1:0      | 2:1      |
| Royale Union       | 2:3    | Rangers           | 2:0      | 0:3      |
| Benfica            | 7:2    | Midtjylland       | 4:1      | 3:1      |

### Mistrovská část
První zápasy
| 2. srpna 2022 19:00 UTC+3 |     |                            |                                                                |
| Šeriff Tiraspol           | 1:2 | Viktoria Plzeň             | Zimbru Stadium, Kišiněv diváci: 8 153 rozhodčí: Danny Makkelie |
| Akanbi 36' (pen.)         |     | Chorý 41' (pen.) Bucha 55' | Zimbru Stadium, Kišiněv diváci: 8 153 rozhodčí: Danny Makkelie |

| 2. srpna 2022 19:45 UTC+3 |     |                        |                                                                |
| Ludogorec Razgrad         | 1:2 | Dinamo Záhřeb          | Huvepharma Aréna, Razgrad diváci: 7 505 rozhodčí: Cüneyt Çakır |
| Tekpetey 22'              |     | Perić 6' Padt 9' (vl.) | Huvepharma Aréna, Razgrad diváci: 7 505 rozhodčí: Cüneyt Çakır |

| 3. srpna 2022 18:00                                                          |     |          |                                                          |
| Bodø/Glimt                                                                   | 5:0 | Žalgiris | Aspmyra Stadion, Bodø diváci: 6 117 rozhodčí: István Vad |
| Vetlesen 33' (pen.) Pellegrino 36' Salvesen 58' Høibråten 61' Espejord 90+3' |     |          | Aspmyra Stadion, Bodø diváci: 6 117 rozhodčí: István Vad |

| 3. srpna 2022 18:00 UTC+4 |     |             |                                                                                    |
| Karabach                  | 1:1 | Ferencváros | Stadion republiky Tofiqeho Bahramova, Baku diváci: 31 200 rozhodčí: Andreas Ekberg |
| Owusu 34'                 |     | Boli 17'    | Stadion republiky Tofiqeho Bahramova, Baku diváci: 31 200 rozhodčí: Andreas Ekberg |

| 3. srpna 2022 19:00 UTC+3                        |     |                  |                                                                     |
| Maccabi Haifa                                    | 4:0 | Apollon Limassol | Sammy Ofer Stadium, Haifa diváci: 30 000 rozhodčí: Maurizio Mariani |
| Peybernes 38' (vl.) Mohamed 54', 62' Pierrot 79' |     |                  | Sammy Ofer Stadium, Haifa diváci: 30 000 rozhodčí: Maurizio Mariani |

| 3. srpna 2022 20:45                          |     |        |                                                                            |
| CZ Bělehrad                                  | 5:0 | Pjunik | Stadion Crvena Zvezda, Bělehrad diváci: 40 456 rozhodčí: Artur Soares Dias |
| Bukari 29', 44', 70' Kangwa 33' Mitrović 77' |     |        | Stadion Crvena Zvezda, Bělehrad diváci: 40 456 rozhodčí: Artur Soares Dias |

Odvety
| 9. srpna 2022 18:00 UTC+3 |     |            |                                                             |
| Žalgiris                  | 1:1 | Bodø/Glimt | LFF Stadium, Vilnius diváci: 4 629 rozhodčí: Sandro Schärer |
| Kyeremeh 39'              |     | Mvuka 51'  | LFF Stadium, Vilnius diváci: 4 629 rozhodčí: Sandro Schärer |

Bodø/Glimt postoupilo díky celkovému skóre 6:1 do 4. předkola.
| 9. srpna 2022 19:00      |     |                   |                                                            |
| Viktoria Plzeň           | 2:1 | Šeriff Tiraspol   | Doosan Aréna, Plzeň diváci: 10 770 rozhodčí: Orel Grinfeld |
| Kliment 10' Mosquera 62' |     | Akanbi 47' (pen.) | Doosan Aréna, Plzeň diváci: 10 770 rozhodčí: Orel Grinfeld |

Viktoria Plzeň postoupila díky celkovému skóre 4:2 do 4. předkola.
| 9. srpna 2022 19:00 UTC+4 |     |                             |                                                                                    |
| Pjunik                    | 0:2 | CZ Bělehrad                 | Stadion republiky Vazgena Sargsjana, Jerevan diváci: 6 000 rozhodčí: Willie Collum |
|                           |     | Kanga 44' (pen.) Pavkov 60' | Stadion republiky Vazgena Sargsjana, Jerevan diváci: 6 000 rozhodčí: Willie Collum |

CZ Bělehrad postoupil díky celkovému skóre 7:0 do 4. předkola.
| 9. srpna 2022 19:00 UTC+3 |     |               |                                                           |
| Apollon Limassol          | 2:0 | Maccabi Haifa | GSP Stadium, Nikósie diváci: 3 936 rozhodčí: Felix Zwayer |
| Ongenda 19' Coll 27'      |     |               | GSP Stadium, Nikósie diváci: 3 936 rozhodčí: Felix Zwayer |

Maccabi Haifa postoupila díky celkovému skóre 4:2 do 4. předkola.
| 9. srpna 2022 20:00                                 |     |                                   |                                                                  |
| Dinamo Záhřeb                                       | 4:2 | Ludogorec Razgrad                 | Stadion Maksimir, Záhřeb diváci: 13 658 rozhodčí: Benoît Bastien |
| Drmić 12' Oršić 27' (pen.), 44' Petković 87' (pen.) |     | Despodov 45+4' (pen.), 49' (pen.) | Stadion Maksimir, Záhřeb diváci: 13 658 rozhodčí: Benoît Bastien |

Dinamo Záhřeb postoupilo díky celkovému skóre 6:3 do 4. předkola.
| 9. srpna 2022 20:00 |     |                          |                                                                           |
| Ferencváros         | 1:3 | Karabach                 | Groupama Aréna, Budapešť diváci: 18 875 rozhodčí: Carlos del Cerro Grande |
| Traoré 86'          |     | Zoubir 7' Wadji 54', 78' | Groupama Aréna, Budapešť diváci: 18 875 rozhodčí: Carlos del Cerro Grande |

Karabach postoupil díky celkovému skóre 4:2 do 4. předkola.

### Nemistrovská část
První zápasy
| 2. srpna 2022 20:00 |     |               |                                                              |
| Monako              | 1:1 | PSV Eindhoven | Stade Louis II. Monako diváci: 10 802 rozhodčí: Davide Massa |
| Disasi 80'          |     | Veerman 38'   | Stade Louis II. Monako diváci: 10 802 rozhodčí: Davide Massa |

| 2. srpna 2022 20:45          |     |         |                                                       |
| Royale Union                 | 2:0 | Rangers | Den Dreef, Lovaň diváci: 1 100 rozhodčí: Irfan Peljto |
| Teuma 27' Vanzeir 76' (pen.) |     |         | Den Dreef, Lovaň diváci: 1 100 rozhodčí: Irfan Peljto |

| 2. srpna 2022 21:00 UTC+1         |     |                  |                                                                                |
| Benfica                           | 4:1 | Midtjylland      | Estádio da Luz, Lisabon diváci: 53 346 rozhodčí: Alejandro Hernández Hernández |
| Ramos 17', 33', 61' Fernández 40' |     | Sisto 78' (pen.) | Estádio da Luz, Lisabon diváci: 53 346 rozhodčí: Alejandro Hernández Hernández |

| 3. srpna 2022 20:00 |     |                |                                                                 |
| Dynamo Kyjev        | 1:0 | Štýrský Hradec | Městský stadion, Lodž diváci: 6 092 rozhodčí: François Letexier |
| Karavajev 28'       |     |                | Městský stadion, Lodž diváci: 6 092 rozhodčí: François Letexier |

Odvety
| 9. srpna 2022 19:45 |     |                                        |                                                                       |
| Midtjylland         | 1:3 | Benfica                                | Cepheus Park Randers, Randers diváci: 5 111 rozhodčí: Srđan Jovanović |
| Sisto 63'           |     | Fernández 23' Araújo 56' Gonçalves 88' | Cepheus Park Randers, Randers diváci: 5 111 rozhodčí: Srđan Jovanović |

Benfica postoupila díky celkovému skóre 7:2 do 4. předkola.
| 9. srpna 2022 20:30                    |          |                            |                                                                       |
| PSV Eindhoven                          | 3:2 (PP) | Monako                     | Philips Stadion, Eindhoven diváci: 35 000 rozhodčí: Jesús Gil Manzano |
| Veerman 21' Gutiérrez 89' De Jong 109' |          | Maripán 58' Ben Yedder 70' | Philips Stadion, Eindhoven diváci: 35 000 rozhodčí: Jesús Gil Manzano |

PSV Eindhoven postoupil díky celkovému skóre 4:3 do 4. předkola.
| 9. srpna 2022 20:30 |          |                              |                                                                     |
| Štýrský Hradec      | 1:2 (PP) | Dynamo Kyjev                 | Merkur Aréna, Štýrský Hradec diváci: 14 007 rozhodčí: Ivan Kružliak |
| Højlund 27'         |          | Vivčarenko 97' Cygankov 112' | Merkur Aréna, Štýrský Hradec diváci: 14 007 rozhodčí: Ivan Kružliak |

Dynamo Kyjev postoupilo díky celkovému skóre 3:1 do 4. předkola.
| 9. srpna 2022 20:45 UTC+1                  |     |              |                                                                         |
| Rangers                                    | 3:0 | Royale Union | Ibrox Stadium, Glasgow diváci: 48 454 rozhodčí: Anastasios Sidiropoulos |
| Tavernier 45' (pen.) Čolak 58' Tillman 79' |     |              | Ibrox Stadium, Glasgow diváci: 48 454 rozhodčí: Anastasios Sidiropoulos |

Rangers postoupil díky celkovému skóre 3:2 do 4. předkola.

## 4. předkolo
Losování 4. předkola proběhlo 1. srpna 2022.

### Nasazení
V závěrečném předkole hrálo celkem 12 týmů. Byly rozděleny do dvou částí:
- Mistrovská část (8 týmů): 2 týmy, které vstoupily do tohoto kola přímo, a 6 vítězů 3. předkola.
- Nemistrovská část (4 týmy): 4 vítězové 3. předkola.

Nasazení týmů vycházelo z jejich klubových koeficientů UEFA pro rok 2022. Pro vítěze 3. předkol, jejichž identita nebyla v době losování známa, byl použit klubový koeficient nejvýše postaveného zbývajícího týmu v každém koši. První vylosovaný tým z každé dvojice byl domácí tým prvního zápasu.
| Nasazení                                          | Nenasazení                                    |
| ------------------------------------------------- | --------------------------------------------- |
| Dinamo Záhřeb CZ Bělehrad FC Kodaň Viktoria Plzeň | Karabach Bodø/Glimt Maccabi Haifa Trabzonspor |

| Nasazení        | Nenasazení                 |
| --------------- | -------------------------- |
| Benfica Rangers | Dynamo Kyjev PSV Eindhoven |

### Zápasy
První zápasy se odehrály 16. a 17. srpna a odvety 23. a 24. srpna 2022.
Vítězové těchto dvojzápasů postoupily do skupinové fáze. Poražení vstoupily do skupinové fáze Evropské ligy.

#### Mistrovská část
| Domácí v 1. zápase | Celkem | Hosté v 1. zápase | 1. zápas | 2. zápas |
| ------------------ | ------ | ----------------- | -------- | -------- |
| Karabach           | 1:2    | Viktoria Plzeň    | 0:0      | 1:2      |
| Bodø/Glimt         | 2:4    | Dinamo Záhřeb     | 1:0      | 1:4      |
| Maccabi Haifa      | 5:4    | CZ Bělehrad       | 3:2      | 2:2      |
| FC Kodaň           | 2:1    | Trabzonspor       | 2:1      | 0:0      |

#### Nemistrovská část
| Domácí v 1. zápase | Celkem | Hosté v 1. zápase | 1. zápas | 2. zápas |
| ------------------ | ------ | ----------------- | -------- | -------- |
| Dynamo Kyjev       | 0:5    | Benfica           | 0:2      | 0:3      |
| Rangers            | 3:2    | PSV Eindhoven     | 2:2      | 1:0      |

### Mistrovská část
První zápasy
| 16. srpna 2022 21:00 |     |               |                                                              |
| Bodø/Glimt           | 1:0 | Dinamo Záhřeb | Aspmyra Stadion, Bodø diváci: 7 762 rozhodčí: Danny Makkelie |
| Pellegrino 37'       |     |               | Aspmyra Stadion, Bodø diváci: 7 762 rozhodčí: Danny Makkelie |

| 16. srpna 2022 21:00    |     |               |                                                       |
| FC Kodaň                | 2:1 | Trabzonspor   | Parken, Kodaň diváci: 27 520 rozhodčí: Michael Oliver |
| Claesson 9' Lerager 48' |     | Bakasetas 79' | Parken, Kodaň diváci: 27 520 rozhodčí: Michael Oliver |

| 17. srpna 2022 18:45 UTC+4 |     |                |                                                                                   |
| Karabach                   | 0:0 | Viktoria Plzeň | Stadion republiky Tofiqeho Bahramova, Baku diváci: 31 150 rozhodčí: Slavko Vinčić |
|                            |     |                | Stadion republiky Tofiqeho Bahramova, Baku diváci: 31 150 rozhodčí: Slavko Vinčić |

| 17. srpna 2022 21:00 UTC+3 |     |                     |                                                                            |
| Maccabi Haifa              | 3:2 | CZ Bělehrad         | Sammy Ofer Stadium, Haifa diváci: 29 132 rozhodčí: Carlos del Cerro Grande |
| Pierrot 18', 51' Chery 61' |     | Pešić 27' Kanga 39' | Sammy Ofer Stadium, Haifa diváci: 29 132 rozhodčí: Carlos del Cerro Grande |

Odvety
| 23. srpna 2022 21:00  |     |            |                                                                |
| Viktoria Plzeň        | 2:1 | Karabach   | Doosan Aréna, Plzeň diváci: 10 963 rozhodčí: Artur Soares Dias |
| Kopic 58' Kliment 73' |     | Ozobić 38' | Doosan Aréna, Plzeň diváci: 10 963 rozhodčí: Artur Soares Dias |

Viktoria Plzeň postoupila díky celkovému 2:1 do skupinové fáze.
| 23. srpna 2022 21:00 |     |                                 |                                                                         |
| CZ Bělehrad          | 2:2 | Maccabi Haifa                   | Stadion Crvena Zvezda, Bělehrad diváci: 47 731 rozhodčí: Anthony Taylor |
| Pešić 27' Ivanić 43' |     | Sundgren 45+5' Pavkov 90' (vl.) | Stadion Crvena Zvezda, Bělehrad diváci: 47 731 rozhodčí: Anthony Taylor |

Maccabi Haifa postoupila díky celkovému skóre 5:4 do skupinové fáze.
| 24. srpna 2022 21:00                         |     |             |                                                                       |
| Dinamo Záhřeb                                | 4:1 | Bodø/Glimt  | Stadion Maksimir, Záhřeb diváci: 18 349 rozhodčí: Antonio Mateu Lahoz |
| Oršić 4' Petković 35' Drmić 117' Bočkaj 120' |     | Grønbæk 70' | Stadion Maksimir, Záhřeb diváci: 18 349 rozhodčí: Antonio Mateu Lahoz |

Dinamo Záhřeb postoupil díky celkovému skóre 4:2 do skupinové fáze.
| 24. srpna 2022 21:00 UTC+3 |     |          |                                                                       |
| Trabzonspor                | 0:0 | FC Kodaň | Medical Park Stadium, Trabzon diváci: 36 128 rozhodčí: Danny Makkelie |
|                            |     |          | Medical Park Stadium, Trabzon diváci: 36 128 rozhodčí: Danny Makkelie |

FC Kodaň postoupila díky celkovému skóre 2:1 do skupinové fáze.

### Nemistrovská část
První zápasy
| 16. srpna 2022 21:00 UTC+1 |     |                        |                                                                |
| Rangers                    | 2:2 | PSV Eindhoven          | Ibrox Stadium, Glasgow diváci: 49 097 rozhodčí: Daniele Orsato |
| Čolak 40' Lawrence 70'     |     | Sangaré 37' Obispo 78' | Ibrox Stadium, Glasgow diváci: 49 097 rozhodčí: Daniele Orsato |

| 17. srpna 2022 21:00 |     |                       |                                                             |
| Dynamo Kyjev         | 0:2 | Benfica               | Městský stadion, Lodž diváci: 16 450 rozhodčí: Felix Zwayer |
|                      |     | Gilberto 9' Ramos 37' | Městský stadion, Lodž diváci: 16 450 rozhodčí: Felix Zwayer |

Odvety
| 23. srpna 2022 21:00 UTC+1       |     |              |                                                                 |
| Benfica                          | 3:0 | Dynamo Kyjev | Estádio da Luz, Lisabon diváci: 58 705 rozhodčí: Clément Turpin |
| Otamendi 27' Silva 40' Neres 42' |     |              | Estádio da Luz, Lisabon diváci: 58 705 rozhodčí: Clément Turpin |

Benfica postoupila díky celkovému skóre 5:0 do skupinové fáze.
| 24. srpna 2022 21:00 |     |           |                                                                      |
| PSV Eindhoven        | 0:1 | Rangers   | Philips Stadion, Eindhoven diváci: 34 893 rozhodčí: Szymon Marciniak |
|                      |     | Čolak 60' | Philips Stadion, Eindhoven diváci: 34 893 rozhodčí: Szymon Marciniak |

Rangers postoupili díky celkovému skóre 3:2 do skupinové fáze.